# Лосдрехт
Лосдрехт (нидерл. Loosdrecht) — деревня в нидерландской общине Вейдемерен в провинции Северная Голландия. Расположена к юго-востоку от Амстердама.
Лосдрехт состоит из двух небольших поселений, Nieuw- и Oud-, т.е. Новый и Старый Лосдрехт. Новый Лосдрехт является урбанизированным центром, Старый Лосдрехт состоит в основном из вилл на берегу озера.
До 2002 года Лосдрехт был отдельным муниципалитетом в провинции Утрехт, состоящим из Oud-Loosdrecht, Nieuw-Loosdrecht, Breukeleveen, Muyeveld, и Boomhoek.
Лосдрехт известен своими озёрами, Лосдрехтсе-Плас, которые посещают тысячи туристов каждый год.